# St. Stephanus (Schnarsleben)

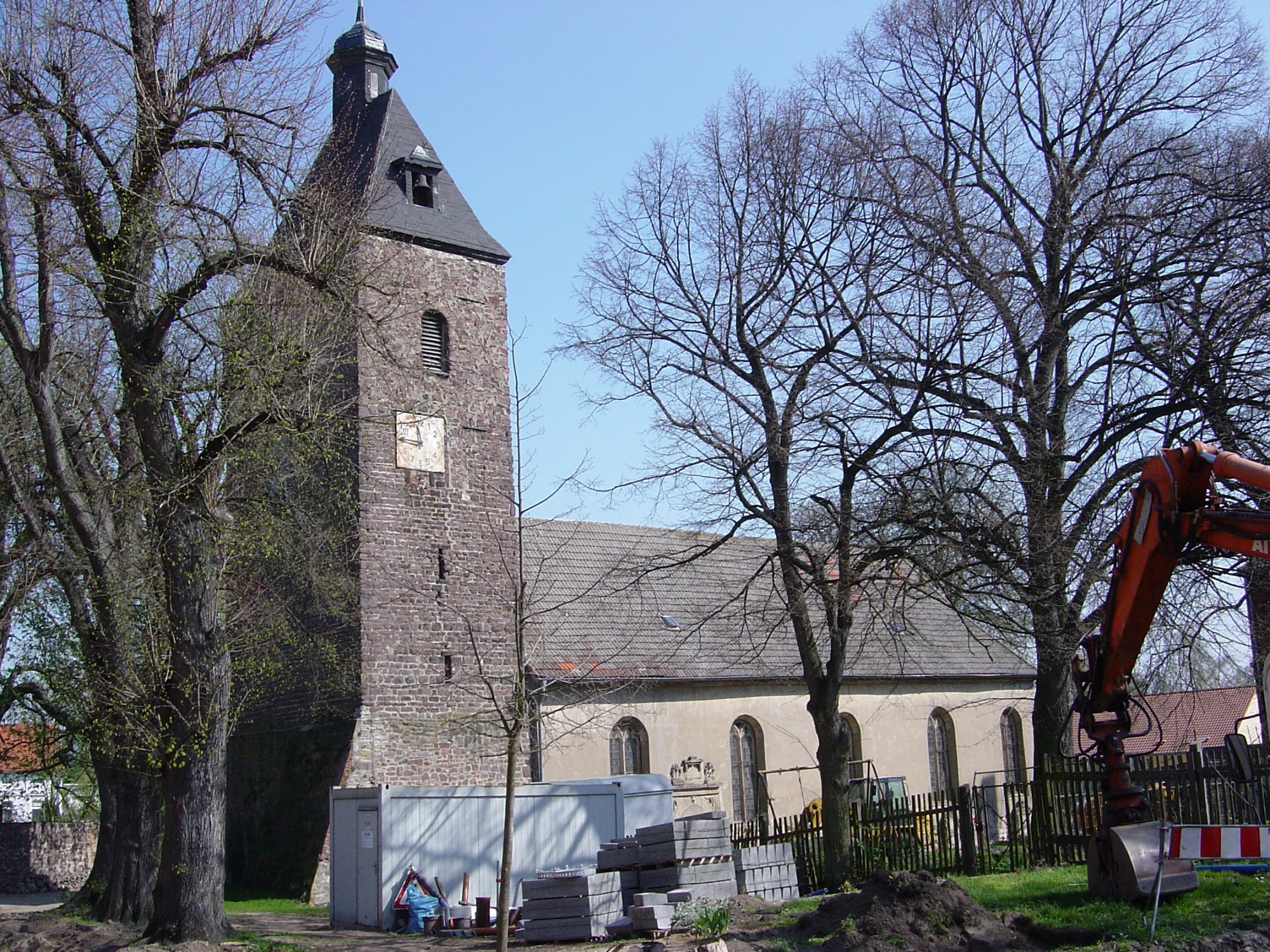
Sankt-Stephanus-Kirche Schnarsleben

Die Sankt-Stephanus-Kirche in Schnarsleben, einem Ortsteil der Einheitsgemeinde Hohe Börde im Landkreis Börde in Sachsen-Anhalt, ist nach dem heiligen Stephanus benannt und gehört zur Kirchengemeinde Niederndodeleben-Schnarsleben im Kirchenkreis Haldensleben-Wolmirstedt der Evangelischen Kirche in Mitteldeutschland.

## Geschichte und Architektur
Die Kirche wurde um 1200 als romanische Saalkirche mit Westquerturm errichtet. Ende des 17. Jahrhunderts wurde das Langhaus erweitert und der Turm aufgestockt. Aus derselben Zeit stammen das Gestühl und die Kanzel. 
Zu DDR-Zeiten war sie, wie viele andere Dorfkirchen, weitgehend dem Verfall preisgegeben.